# Smerby Castle
Smerby Castle, auch Island Muller Castle, ist die Ruine eines Festen Hauses auf einer Landzunge namens Isla Muller auf der Halbinsel Kintyre, nördlich von Campbeltown in der schottischen Council Area Argyll and Bute. Das Gelände gilt als Scheduled Monument.

## Geschichte
Über die Baugeschichte von Smerby Castle ist nichts bekannt.

### 16. Jahrhundert
Ranald MacDonald erhielt Smerby Castle von seinem Vater, James MacDonald, 6. of Dunnyveg.
Angus MacDonald, 8. of Dunnyveg, wurde 1598 in Ketten dort gefangengehalten, nachdem Sir James MacDonald, 9. of Dunnyveg, geschickt worden war, um für die Unterwerfung seines Vaters unter König Jakob V. zu sorgen. Angus MacDonald hatte Brandverletzungen erlitten, nachdem sein Haus auf Kintyre, Askomill House, von seinem Sohn James niedergebrannt und der anschließend festgenommen worden war.

## Beschreibung
Das Tower House hatte einen rechteckigen Grundriss von 13,3 Metern × 12 Metern. Die Seitenmauern waren 2,8 Meter dick, die Giebelmauern 2,6 Meter. Der Rücksprung in der Westmauer könnte den Eingang des Hauses markieren, ein Bogen in der Mitte der Südmauer den Standort der außen angebrachten Latrine. Ein kleiner, rasenbewachsener Wall, der das Tower House teilweise umschließt, könnte die Reste eines zeitgenössischen oder früheren Erdwalls darstellen.